# Oberlin (Louisiana)
Oberlin és una població dels Estats Units a l'estat de Louisiana. Segons el cens del 2000 tenia 1.853 habitants.

## Demografia
Segons el cens del 2000, Oberlin tenia 1.853 habitants, 702 habitatges, i 464 famílies. La densitat de població era de 232,3 habitants/km².
Dels 702 habitatges en un 34,5% hi vivien nens de menys de 18 anys, en un 45% hi vivien parelles casades, en un 17,7% dones solteres, i en un 33,8% no eren unitats familiars. En el 31,3% dels habitatges hi vivien persones soles el 13% de les quals corresponia a persones de 65 anys o més que vivien soles. El nombre mitjà de persones vivint en cada habitatge era de 2,43 i el nombre mitjà de persones que vivien en cada família era de 3,06.
Per edats la població es repartia de la següent manera: un 26,4% tenia menys de 18 anys, un 8% entre 18 i 24, un 25,1% entre 25 i 44, un 24,5% de 45 a 60 i un 16% 65 anys o més.
L'edat mediana era de 38 anys. Per cada 100 dones de 18 o més anys hi havia 83,8 homes.
La renda mediana per habitatge era de 23.333 $ i la renda mediana per família de 30.583 $. Els homes tenien una renda mediana de 28.558 $ mentre que les dones 16.923 $. La renda per capita de la població era de 12.050 $. Entorn del 18,3% de les famílies i el 25,5% de la població estaven per davall del llindar de pobresa.

## Poblacions més properes
El següent diagrama mostra les poblacions més properes.